# Karnische Glockenblume
Die Karnische Glockenblume (Campanula carnica), auch Leinblatt-Glockenblume genannt, ist eine Pflanzenart aus der Gattung der Glockenblumen (Campanula) in der Familie der Glockenblumengewächse (Campanulaceae).

## Merkmale
Die Karnische Glockenblume ist eine immergrüne, ausdauernde, krautige Pflanze, die Wuchshöhen von (12) 20 bis 35 Zentimeter erreicht. Sie bildet eine Pleiokorm-Wurzel aus. Fast immer ist die ganze Pflanze kahl, sehr selten ist sie zottig behaart. Die Grundblätter sind rundlich herzförmig, gezähnt und im Regelfall während der Blütezeit noch vorhanden.
Die Blüten sind nickend. Der Kelchzipfel ist abstehend bis zurückgeschlagen und halb so lang bis länger als die Krone. Die Krone ist weitglockig-trichterig, blauviolett gefärbt und 15 bis 30 Millimeter lang. Die Frucht ist aufrecht und dicht bedeckt mit weißlichen Papillen.
Die Blütezeit liegt im Juli und August.

## Vorkommen
Die Karnische Glockenblume kommt von den Südost-Alpen bis zu den Bergamasker Alpen in montanen Felsspalten und auf Felsschutt in Höhenlagen von meist 200 bis 1500 Meter vor.

## Systematik
Campanula carnica wurde 1826 durch Christian Julius Wilhelm Schiede in Franz Karl Mertens & Wilhelm Daniel Joseph Koch: J.C. Röhlings Deutschlands Flora, Band 2, S. 158 erstbeschrieben. Ein Synonym für Campanula carnica Schiede ex Mert. & W.D.J.Koch ist Campanula linifolia Scop. non L.
Es werden zwei Unterarten unterschieden:
- Campanula carnica Schiede ex Mert. & W.D.J.Koch subsp. carnica: Sie kommt in den südlichen Alpen und in den südlichen Karpaten vor.[4]
- Campanula carnica subsp. puberula Podlech: Sie kommt nur in den Bergamasker Alpen vor.[4]

## Nutzung
Die Leinblatt-Glockenblume wird selten als Zierpflanze für Steingärten genutzt. Sie ist seit spätestens 1813 in Kultur.